# Trochosa intermedia
Trochosa intermedia este o specie de păianjeni din genul Trochosa, familia Lycosidae. A fost descrisă pentru prima dată de Roewer, 1960.
Este endemică în Zimbabwe. Conform Catalogue of Life specia Trochosa intermedia nu are subspecii cunoscute.